# Under solen (film fra 1998)
Under solen er en svensk dramafilm fra 1998 instrueret af Colin Nutley. Filmen har Rolf Lassgård, Johan Widerberg og Helena Bergström i hovedrollerne.
Filmen blev i 1999 nomineret til en Oscar for bedste fremmedsprogede film.

## Handling
Filmen foregår i midten af 1950'erne og fokuserer på Olof, der bor på en gård ude på landet. Han er single, og har kun Erik, en ung mand som hjælper ham med opgaverne på gården. Da han hyrer husholdersken Ellen, bliver Olof og Eriks venskab sat på prøve.

## Medvirkende
- Rolf Lassgård som Olof
- Helena Bergström som Ellen Lind
- Johan Widerberg som Erik
- Gunilla Röör som avisjournalist
- Jonas Falk som præst
- Linda Ulvaeus som Lena
- Rikard Wolff som fortæller